# Michael Frey
Michael Frey (ur. 19 lipca 1994 w Münsingen) – szwajcarski piłkarz występujący na pozycji napastnika w Royal Antwerp FC.

## Kariera klubowa
Frey rozpoczynał swoją karierę piłkarską w klubach szwajcarskiej Super Ligi. Występował m.in. w zespole BSC Young Boys.
1 września 2014 roku podpisał 4-letni kontrakt z pierwszoligowym Lille OSC. W 2016 był wypożyczony do FC Luzern, a następnie wrócił do BSC Young Boys. W 2017 trafił do FC Zürich. W 2018 przeszedł do Fenerbahçe, z którego był wypożyczany do 1. FC Nürnberg i Waasland-Beveren. W 2021 przeszedł do klubu Royal Antwerp FC.
| Sezon   | Klub             | Kraj       | Rozgrywki       | Mecze | Bramki | Rozgrywki Europy                    | Mecze | Bramki |
| ------- | ---------------- | ---------- | --------------- | ----- | ------ | ----------------------------------- | ----- | ------ |
| 2011/12 | BSC Young Boys   | Szwajcaria | Axpo League     | 2     | 1      | –                                   | –     | –      |
| 2012/13 | BSC Young Boys   | Szwajcaria | Axpo League     | 31    | 4      | Liga Europy UEFA                    | 10    | 1      |
| 2013/14 | BSC Young Boys   | Szwajcaria | Axpo League     | 33    | 9      | –                                   | –     | –      |
| 2014/15 | BSC Young Boys   | Szwajcaria | Axpo League     | 7     | 3      | Liga Europy UEFA                    | 4     | 2      |
| 2014/15 | Lille OSC        | Francja    | Ligue 1         | 11    | 1      | Liga Europy UEFA                    | 3     | 0      |
| 2015/16 | FC Luzern        | Szwajcaria | Axpo League     | 16    | 4      | –                                   | –     | –      |
| 2016/17 | BSC Young Boys   | Szwajcaria | Axpo League     | 29    | 8      | Liga Mistrzów UEFA/Liga Europy UEFA | 8     | 1      |
| 2017/18 | FC Zürich        | Szwajcaria | Axpo League     | 31    | 12     | –                                   | –     | –      |
| 2018/19 | FC Zürich        | Szwajcaria | Axpo League     | 3     | 0      | –                                   | –     | –      |
| 2018/19 | Fenerbahçe       | Turcja     | Süper Lig       | 14    | 3      | Liga Europy UEFA                    | 5     | 2      |
| 2019/20 | 1. FC Nürnberg   | Niemcy     | 2. Bundesliga   | 29    | 4      | –                                   | –     | –      |
| 2020/21 | Fenerbahçe       | Turcja     | Süper Lig       | 1     | 0      | –                                   | –     | –      |
| 2020/21 | Waasland-Beveren | Belgia     | Eerste klasse A | 27    | 12     | –                                   | –     | –      |

Stan na: koniec sezonu 2020/2021

## Kariera reprezentacyjna
Frey jest byłym reprezentantem Szwajcarii U-21.